# Билма
 Тази статия е за града в Нигер.  За департамента вижте Билма (департамент).  
Билма (на френски: Bilma) е град-оазис в Нигер с население от над 2500 души (оценка, 2008). Намира се в североизточната част на страната, обграден от ескарпът Кауар, който го предпазва от пясъците.
Билма е известна още от древни времена като важно средище на транссахарската търговия, и е един от последните пунктове за търговия с кервани, преди тя окончателно да замре. От векове по едни и същи технологии тук се произвеждат сол и калцинирана сода (натриев карбонат) и се отглежда добитък. Из оазиса са разпръснати градини. При управлението на Сейни Кунче в Билма е изграден затвор за политически противници. Увеличава се популярността на Билма като туристическа дестинация, най-вече заради запазените автентични традиции и живописните пустинни пейзажи.